# Séparateur (route)
Pour les articles homonymes, voir Séparateur.
En conception routière, un séparateur désigne une zone ou un dispositif compris entre deux largeurs roulables empruntées par des circulations de même sens ou de sens contraires et conçu de façon à décourager ou empêcher le passage des véhicules d'une chaussée à l'autre.
On distingue quatre types de séparateurs.

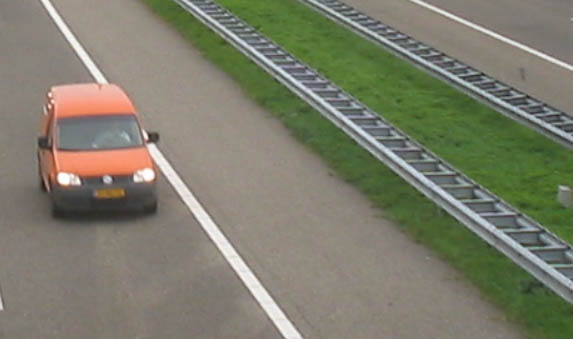
Séparateur médian, ou terre-plein central, bordé de deux files de glissières de sécurité.

## Séparateur médian
Un séparateur médian ou terre-plein central désigne la partie de la plateforme comprise entre deux largeurs roulables affectées à des sens de circulation opposés.
Un mur de béton - désigné parfois sous le terme de « muret californien » - peut faire office de séparateur central.

## Séparateur intermédiaire
Un séparateur intermédiaire est une partie de la plateforme comprise entre deux largeurs roulables affectées à des circulations de même sens et de même nature (par opposition au cas de la route latérale). 

## Isolateur
Un isolateur est une partie de la plateforme comprise (par exemple) entre la largeur roulable d'une route à accès réglementé et une route latérale.

## Îlot
Un îlot est un espace aménagé dans la surface roulable et dont le rôle est de séparer physiquement ou de diriger des courants de circulation. Dans le Code de la route français, ils sont désignés par le terme terre-plein.
On distingue :
- les îlots séparateurs séparant des courants parallèles de même sens ou de sens opposés,
  - ces îlots sont parfois appelés « haricots » du fait de leur forme,
  - ils sont parfois aménagés pour faciliter la traversée de voies aux piétons, les piétons n'ayant à surveiller qu'un seul sens de circulation à la fois (traversée en deux temps) ; dans ce cas-là, on les appelle parfois « refuges »[3] ;
- les îlots déviateurs, guidant la convergence ou la divergence de deux courants.

En France, les îlots sont parfois précédés et suivis de zones hachurées, zones dites de « convergence » et de « divergence », mais la présence de hachures n'est pas obligatoire.